# 静岡青年師範学校
| 静岡青年師範学校 （静岡青師） | 静岡青年師範学校 （静岡青師） |
| ----------------------------- | ----------------------------- |
| 創立                          | 1944年                        |
| 所在地                        | 静岡県島田町 （現・島田市）   |
| 初代校長                      | 山田直記                      |
| 廃止                          | 1951年                        |
| 後身校                        | 静岡大学                      |
| 同窓会                        | 静岡大学 教育学部同窓会       |

静岡青年師範学校 （しずおかせいねんしはんがっこう） は、1944年 （昭和19年） に設立された青年師範学校である。

## 概要
- 1926年 （大正15年） 設立の静岡県立農業補習学校教員養成所を起源とする。
- 1944年、静岡県立青年学校教員養成所 （1935年設立） の国への移管により静岡青年師範学校となった。
- 第二次世界大戦後の学制改革で新制静岡大学教育学部の前身の一つとなった。
- 同窓会は 「静岡大学教育学部同窓会」 と称し、旧制 （静岡青師・静岡第一師範・第二師範）・新制合同の会である。

## 沿革
- 1926年2月19日： 静岡県立農業補習学校教員養成所設置認可 （1年制）。
- 1926年4月1日： 静岡市曲金の県立安倍農学校 （現・静岡県立静岡農業高等学校） に併設されて開校。
- 1930年4月： 全寮制となる。
- 1933年： 静岡県財政緊縮により廃校問題勃発。
  - 陳情運動により存続。
- 1935年4月： 静岡県立青年学校教員養成所と改称。
- 1935年7月11日： 大谷地震 （静岡地震） で被害。
- 1936年4月： 2年制となる。
- 1937年4月： 臨時教員養成所 （1年制） を併設。
- 1938年7月： 併設先の静岡農学校 （1931年に安倍農学校から改称） と共に静岡市古庄に移転。
  - 現・静岡市葵区古庄、県立静岡農業高等学校所在地。
- 1941年3月： 志太郡島田町の町立青年学校校舎に移転[1]。
- 1942年4月： 中河町の新校舎完成、移転。
  - 現・静岡大学教育学部附属島田中学校所在地。
- 1944年4月： 官立移管され、静岡青年師範学校となる。
  - 本科3年制。農業科・家庭科 （女子部）・水産科を設置。
- 1947年4月： 附属青年学校 （旧・島田町立青年学校） を廃止。跡地に附属中学校 （新制） を開校。
- 1949年5月31日： 新制静岡大学発足。
  - 静岡第一師範学校・静岡第二師範学校と共に教育学部の母体として包括された。
  - 静岡青年師範学校校地には教育学部島田分校 （中等教育課程職業科・家庭科。1955年3月廃止） が置かれた。
- 1951年3月31日： 静岡大学静岡青年師範学校 （旧制）、廃止。

## 歴代校長
静岡県立農業補習学校教員養成所・青年学校教員養成所
- 所長： 白鳥吾市 （1926年3月 - 1941年4月）
- 所長： 高岡好廉 （1941年5月 - 1942年1月5日死去）
- 所長事務取扱： 新間庄五郎 （1942年1月 - 1942年2月）
- 所長： 山田直記 （1942年2月 - 1944年3月）

官立静岡青年師範学校
- 校長： 山田直記 （1944年4月 - 1945年11月24日[2]）
- 校長： 高築勇 （1945年11月24日[2] - 1951年3月）
  - 新制静岡大学教育学部島田分校主事 （1949年6月 - 1955年3月）

## 校地の変遷と継承
前身の静岡県立青年学校教員養成所から引き継いだ、現・島田市中河町の校地を廃止まで使用した。島田校地は後身の静岡大学教育学部に引き継がれ、島田分校として1955年3月まで使用された。島田分校の廃止に伴い、附属島田中学校 （旧・静岡青年師範学校附属中学校） が跡地に移転して現在に至っている。

## 関連書籍
- 静岡大学教育学部同窓会（編）　『静岡大学教育学部同窓会記念誌』　静岡大学教育学部同窓会、1965年12月。